# Saint-Augustin (Corrèze)
Saint-Augustin is een gemeente in het Franse departement Corrèze (regio Nouvelle-Aquitaine) en telt 434 inwoners (2004). De plaats maakt deel uit van het arrondissement Tulle.

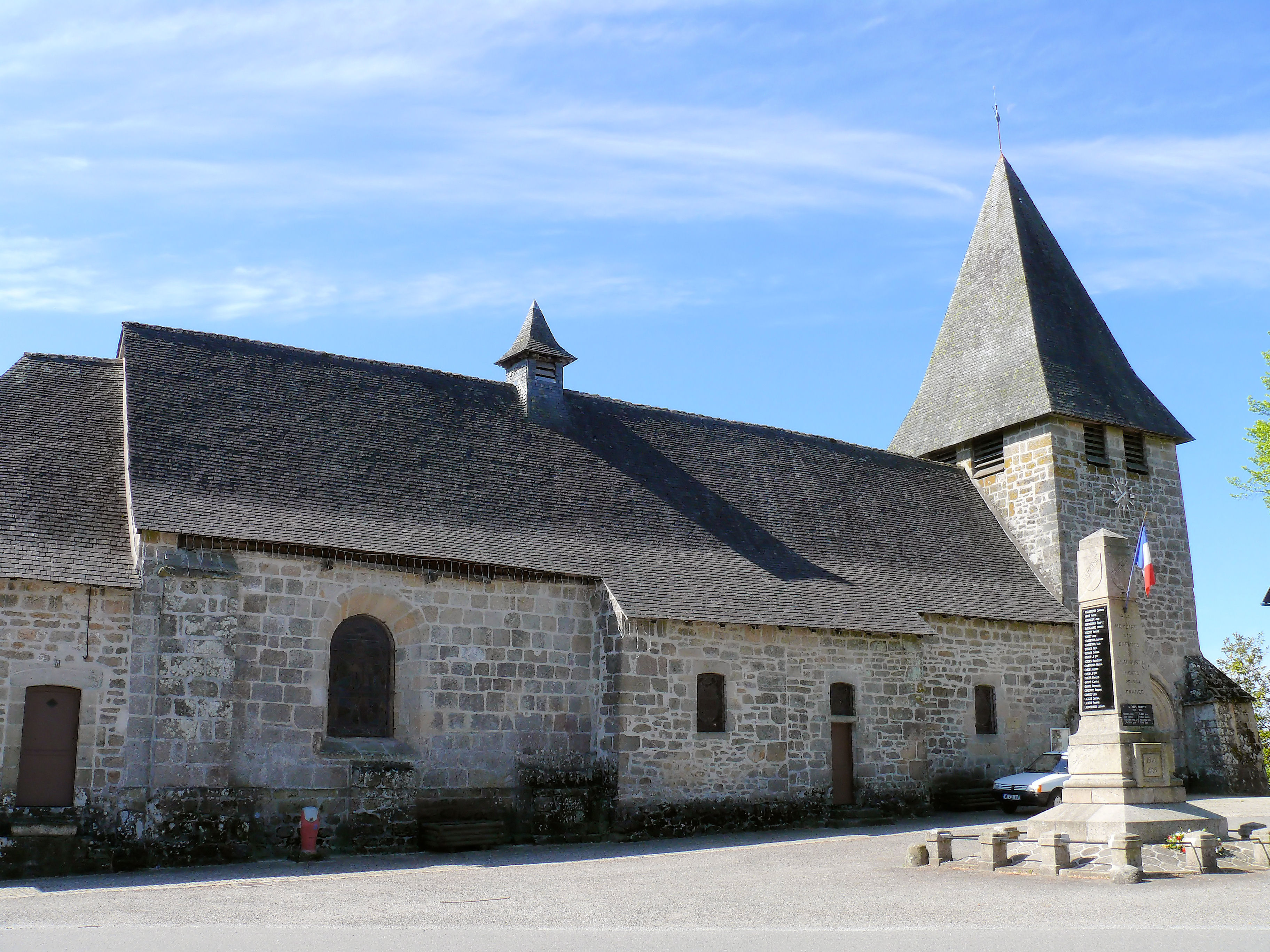
Kerk van Saint-Augustin

## Geografie
De oppervlakte van Saint-Augustin bedraagt 29,9 km², de bevolkingsdichtheid is 14,5 inwoners per km².
De onderstaande kaart toont de ligging van Saint-Augustin (Corrèze) met de belangrijkste infrastructuur en aangrenzende gemeenten.

## Demografie
Onderstaande figuur toont het verloop van het inwonertal (bron: INSEE-tellingen).